# The Rose (canción)
"The Rose" es una canción pop, compuesta por Amanda McBroom, que hizo famosa a Bette Midler, quien la interpretaba en la película del mismo nombre, de 1979. Desde entonces ha sido versionada por muchos artistas. El sencillo llegó al número 3 en Estados Unidos en las listas de Billboard Hot 100, y al número 1 en la lista Hot AC, siendo disco de oro tras venderse un millón de copias del mismo. McBroom ganó el Premio Golden Globe a la Mejor Canción Original, aunque sólo fue candidata en los Academy Awards en el mismo apartado. Midler ganó el Grammy a la Mejor Cantante Pop Femenina.

## Versión de Conway
En 1983, el cantante Conway Twitty hizo una versión de la canción para su álbum Dream Maker, y fue número uno en Estados Unidos y Canadá.

### Listas de éxitos
| Lista (1983)                       | Puesto alcanzado |
| ---------------------------------- | ---------------- |
| U.S. Billboard Hot Country Singles | 1                |
| Canadian RPM Country Tracks        | 1                |

## Versión de Westlife
En 2006, la banda irlandesa Westlife hizo una versión de la canción que se incluyó en el primer y único sencillo extraído de su álbum The Love Album (álbum de Westlife), alcanzando en noviembre el puesto número 1 en las listas del Reino Unido, siendo el decimocuarto sencillo número uno del grupo, el cual la interpretó en directo en Miss World 2006.

### Listado CD 1
1. The Rose - 3:40
2. Solitaire - 5:07

### Listado CD 2
1. The Rose - 3:40
2. Nothing's Gonna Change My Love for You - 3:47
3. If - 2:42
4. Making Of The Photoshoot (Enhancement)

## Vídeo musical
El vídeo de la canción se realizó en blanco y negro, y muestra las emociones de una pareja a punto de casarse. Posteriormente se realizó una versión en color.

## Versión de Bonnie Tyler
En 1998 la cantante galesa Bonnie Tyler grabó la canción para su duodécimo álbum de estudio All in One Voice

## Vídeo Musical
Ornelas grabó un doble video para Only Hope y The Rose en Hidalgo, México titulado The Rose... My Only Hope

## Listado
1. The Rose [Album Version]
2. Famous [Acoustic Version][8]

## Listas de éxitos
| Lista (2006)           | Puesto alcanzado |
| ---------------------- | ---------------- |
| Austrian Singles Chart | 67               |
| Irish Singles Chart    | 1                |
| Sweden Singles Chart   | 4                |
| Swiss Singles Chart    | 85               |
| UK Singles Chart       | 1                |